# 蒂姆科韋茨基河
蒂姆科韋茨基河（羅馬化：Tymkovetskyi）是烏克蘭西部的河流，屬於佩雷赫諾伊夫卡河的支流。該河流經利維夫州的利維夫區和佐洛奇夫區，河道全長28公里，流域面積165平方公里。